# Ectoedemia rosae
Ectoedemia rosae is een vlinder uit de familie dwergmineermotten (Nepticulidae). De wetenschappelijke naam is voor het eerst geldig gepubliceerd in 2011 door van Nieukerken & Berggren.
De soort komt voor in Frankrijk en Noorwegen.